# Garupa
Garupa è un singolo dei cantanti brasiliani Luísa Sonza e Pabllo Vittar, pubblicato il 13 giugno 2019 come quarto estratto dal primo album in studio di Luísa Sonza Pandora.

## Video musicale
Il video musicale, reso disponibile il giorno dopo l'uscita del brano, è stato diretto dagli Os Primos.

## Tracce
Testi e musiche di Pabllo Vittar, Arthur Marques, Maffalda, Pablo Bispo, Rodrigo Gorky e Zebu.
1. Garupa – 2:08

## Formazione
- Luísa Sonza – voce
- Pabllo Vittar – voce
- Zebu – chitarra
- Maffalda – ottoni
- BMT – produzione

## Classifiche
| Classifica (2019) | Posizione massima |
| ----------------- | ----------------- |
| Brasile           | 8                 |